# Dieburg
Dieburg est une ville allemande située en Hesse, dans l'arrondissement de Darmstadt-Dieburg.

## Histoire
Pour l'année 1368 l'attribution du droit de frappe à l'Henelin de Strasbourg est occupé par l'archevêque Gerlier de Nassau (1322-1371).
| Appartenances historiques Électorat de Mayence 1294–1803 Landgraviat de Hesse-Darmstadt 1803–1806 Grand-duché de Hesse 1806–1918 République de Weimar 1918–1933 Reich allemand 1933–1945 Allemagne occupée 1945–1949 Allemagne 1949–présent |

### Monuments et lieux d'intérêt
- Le musée du château de Fechenbach (de).
- Les objets cultuels du mithraeum de Dieburg visibles au musée.